# Кандидо Годой
Ка̀ндидо Годо̀й (на португалски: Cândido Godói) е град с 6722 жители в щат Рио Гранде до Сул, Бразилия, близо до границата с Аржентина, известен с големия брой близнаци, които се раждат там. Феноменът на близнаците е концентриран е близкото селце Линя Сао Педро, което има почти хомогенно немско население.

## Феномен на близнаците
Процентът на ражданията на близнаци в Кандидо Годой е 10 %, значително повече от средния процент за целия щат Рио Гранде до Сул - 1,8 %. Този процент е необикновен, като изключим най-високия наблюдаван национален процент на ражданията на близнаци (4.5-5 % в югозападната част на Нигерия). Почти половината (8 от 17 двойки близнаци) са еднояйчни близнаци, малко над средния процент - 30 %. Ражданията на близнаци са забелязани още от началото на 20 век, когато пристигат първите заселници, включително седемнадесет двойки близнаци, и се наблюдават през няколко поколения в по-късната част на 20 век.
Населението е основно от полски и немски произход, много от които идват от района Хунсрюк в Германия, който има по-висок от средния процент на ражданията на близнаци. Състоянието в Кандидо Годой може да е пример за генетичния ефект на основаване: рядка генетична черта, появила се случайно сред хората, създаващи малка общност, става все по-често срещана сред техните наследници в следващите поколения.

### Теории
Известният нацистки лекар Йозеф Менгеле, който е правил експерименти с близнаци в Германия, е избягал в Южна Америка, докато Съюзниците го преследват след падането на нацисткия режим в Германия. Аржентинският историк Хорхе Камараса предлага теорията, че Менгеле прави експерименти с жените в района, които са отговорни за високата раждаемост на близнаци в Кандидо Годой. Около пристигането на „Ангела на смъртта“ в южна Бразилия през 1963 г., раждаемостта на близнаци значиртелно с повишава, което води до днешното положение с раждане на близнаци в 1 от 10 случая, повече от половината от които – двуяйчни. Това обаче е оспорено от местния историк Пауло Саутиер, който твърди, че Менгеле не е изучавал близнаците по време на престоя си в Бразилия. Освен това мнението на генетиците е, че най-разумното обяснение за феномена с близнаците е генетичната изолация и кръвосмешенията. Записките също показват, че пикът на ражданията на близнаци в Кандидо Годои предшества пристигането на Менгеле в Южна Америка.